# Desmond Francis Anderson
Sir Desmond Francis Anderson, britanski general, * 1885, † 1967.